# ハイビジョン試験放送
ハイビジョン試験放送（ハイビジョンしけんほうそう）およびハイビジョン実用化試験放送（ハイビジョンじつようかしけんほうそう）は、ハイビジョン放送の実用化を目的に放送されたテレビチャンネルである。周波数は社団法人ハイビジョン推進協会が割り当てを受け、日本放送協会および民放7社が実際の放送を行った（コールサインについては、「ハイビジョン試験放送」時代はハイビジョン推進協会に、「実用化試験」になってからは実際に放送を行う8つの放送事業者ごとに割り当てられた。詳しくは後述参照）。

## 概要
NHKが中心となって開発を進めて来た高品位テレビ「MUSEハイビジョン」の実用化へ向けて、1989年6月3日から1991年11月24日までNHK衛星第2テレビジョン（BS2）の14:00 - 15:00（大相撲開催中は17:00 - 18:00）と月曜の1:00（原則） - 5:00の時間帯に「実験放送」（正式には技術実験）として実施したのが始まりとされている（この時間は一般視聴者向けのBS2の放送は中断で、各地の上映会場向けの上映、あるいはNHK放送技術研究所での技術試験であった。日曜日深夜はデータ放送・ファクシミリ放送を含めた技術テストであった）。
このハイビジョン伝送試験の初回の放送は「ニューヨーク発・秋のファッション ニューヨーク・摩天楼の1日」と題された、アメリカ合衆国・ニューヨークからの衛星生中継の模様であり、NHK放送センター見学者コース（後のNHKスタジオパーク）に関係者・視聴者ら200人近くの参加者を交えて開始式が行われたほか、目黒区のダイエー碑文谷店（現：イオンスタイル碑文谷）では、『青春家族』のヒロインの清水美沙を交えてのトークショーを交えて開始イベントが行われた。この伝送実験では国内外で撮影された名所やファッションショーなどのイベント映像、国際花と緑の博覧会の会場で撮影された映像、さらに高校野球・大相撲本場所の開催期間中はその模様、さらに12月31日までの5〜6日間は第35回（1984年）から前年分までの『NHK紅白歌合戦』のダイジェストが放送された。
1991年11月25日 13:00に、事実上世界初となるハイビジョン専門テレビ局「ハイビジョン試験放送」として開局した。試験放送は3年間の計画で、周波数（BS-9ch）とコールサイン（JO2C-BS-TV）はハイビジョン推進協会に割り当てられ、曜日・時間に関係なくNHKと民放など各放送局やAVメーカーが製作した番組を放送した。
放送時間は、1日平均8時間でスタートし、分担時間はNHKが4時間、WOWOWが1時間30分、その他の民放各局が30分程度であったが、順次拡大された。
試験放送開始当初の1991年における番組表によると、放送コンテンツの内容はスポーツ中継が33%で最多で、自然や美術を題材にしたドキュメンタリーなどの文化・教養番組が27%、コンサートを中心とする音楽番組が20%、ドラマや舞台中継などの芸能番組が18%と続いた。試験放送はハードとソフトの両面で実用化に近づけるのが狙いであった。

### 実用化試験放送へ
1994年11月25日より、チャンネルの割り当ては従来と同じくハイビジョン推進協会であるが、「ハイビジョン実用化試験放送」としてNHKと在京民放5局+WOWOW+朝日放送の共同チャンネルだった。民放各局は曜日ごとに担当局が代わり、朝日放送は全国高等学校野球選手権大会の生中継のみ担当した（実用化試験終了後、選手権大会の中継はBS朝日に引き継がれた）。なお、実用化試験放送開始当時の民放各局におけるハイビジョンカメラの保有台数はテレビ朝日とフジテレビが7台、TBSテレビが3台、日本テレビが2台、WOWOWと朝日放送が1台、テレビ東京は0台であった。試験放送に参加する8局の共同制作による開始特番は荒川強啓と酒井ゆきえが司会を務め、赤坂プリンスホテルより生中継した。
当時、NHKは走査線数にちなんで、11月25日を“ハイビジョンの日”と称し、普及イベントなどを行った。
また、開始日が金曜日だったため、放送の割当で担当だったTBSから始まった。この実用化試験放送から民放ではコマーシャルを入れることができるようになり、この日世界初のハイビジョン放送によるコマーシャルが流された。流された番組は「TBS☆high 6 to 9」の枠で、パナソニックによる一社提供。内容はこの日のために作られた専用のコマーシャル、「ハイビジョンテレビ画王」で出演は津川雅彦だった。

### BSデジタル放送開始とアナログハイビジョンのNHK単独放送への移行、そして終了
2000年12月1日から、ISDB方式でのBSデジタル放送が開始され、在京キー局も関連会社を通じて単独チャンネルでの放送を開始した。このため、MUSEによるアナログハイビジョン放送はNHKのハイビジョン放送のサイマル放送（コールサイン：JO24-BS-HDTV）のみとなった。
この放送は、将来のデジタル放送への統合へ向けて、デジタル放送への円滑な移行ができるようにすることを目的に、デジタル・アナログサイマル放送という形で放送し、データ放送・双方向サービス・字幕放送はなし、BS-hiでの5.1サラウンド放送のサイマル放送は3.1（3-1）サラウンド放送にダウンコンバートされた。
2007年9月30日（正確には10月1日 1:00）をもって終了した。これは、2006年3月15日開催の電波監理審議会で、2007年12月1日より、BS-9ch（物理）の周波数帯を使って新規開局するBSデジタル放送局の割り当て周波数領域確保と、それに伴う試験放送などの準備期間が必要だったためによる。
なお、アナログハイビジョン終了については参考資料としてNHK経営企画局職員が記した「MUSE方式アナログハイビジョン終了の経緯」（2010年3月作成）も参照のこと。

## 視聴に必要な機材
NTSC方式のBSアナログ放送と異なり、MUSE（Multiple Sub-Nyquist Sampling Encoding）という、アナログハイビジョン用にNHKが開発した、BSアナログの1チャンネル分と同じ周波数帯域に収まるよう、ハイビジョン映像の信号をデータ圧縮したエンコードした放送信号で放送衛星に送出されるため、視聴するには必ずMUSEを受信側でデコード（復調）する必要があった。

## 編成
主にNHKや民放各局のオリジナル番組（一部は地上波番組も）を放送したが、NHKがハイビジョンカメラで制作を始めた番組群も放送した。民放は1日6時間放送。局間の共同制作番組も放送された。
| 事業者           | 放送時間                                                         | コールサイン  | コールサイン  |
| 事業者           | 放送時間                                                         | ゆり3号b衛星  | BSAT-1衛星    |
| ---------------- | ---------------------------------------------------------------- | ------------- | ------------- |
| NHK              | 下記民放の担当時間以外 ※夏の高校野球期間中を除く水曜のみ全時間帯 | JO341-BS-HDTV | JO241-BS-HDTV |
| テレビ東京       | 月曜 12:00 - 16:00、18:00 - 20:00                                | JO347-BS-HDTV | JO247-BS-HDTV |
| 日本テレビ放送網 | 火曜 12:00 - 15:00、18:00 - 21:00                                | JO343-BS-HDTV | JO243-BS-HDTV |
| 日本衛星放送     | 木曜 12:00 - 16:00、18:00 - 20:00                                | JO342-BS-HDTV | JO242-BS-HDTV |
| 東京放送         | 金曜 12:00 - 15:00、18:00 - 21:00                                | JO344-BS-HDTV | JO244-BS-HDTV |
| 全国朝日放送     | 土曜 12:00 - 15:00、18:00 - 21:00                                | JO346-BS-HDTV | JO246-BS-HDTV |
| フジテレビジョン | 日曜 12:00 - 16:00、21:00 - 23:00                                | JO345-BS-HDTV | JO245-BS-HDTV |
| 朝日放送         | 全国高校野球選手権大会中継のみ                                   | JO348-BS-HDTV | JO248-BS-HDTV |

コールサインはNHK、日本衛星放送（WOWOW）、在京5局が日本テレビを始めとしてテレビ放送の開局順、朝日放送の順番に割り当てられた。コールサインの変更は、1997年8月1日に、それまでのゆり3号b衛星からBSAT-1衛星に発信衛星が変更された事に伴うもの。
地上波民放各局は現在のBSデジタル放送とは違って地上波と同一法人での運営だったため、受信報告書を出せば在京キー局のベリカードを日本全国の地域で手にすることができた（カードは地上波放送と同じもの）。

## 番組一覧

### NHK制作番組
NHKの総合、教育、BS1、BS2、FMで放送し、ハイビジョン試験放送でも放送したものを挙げる。多くの番組は2000年度からのNHK衛星ハイビジョンにも引き継がれている。
このうち、『テントでセッション』および『ハイビジョンニュース』は総合テレビでも放送。
『さわやかウインドー』や『ハイビジョンスペシャル』はBShi移行後も継続。
一覧からアンコール放送枠は除外した。
ドラマ
- BSサスペンス（1994年 - ） - オリジナル
- 大河ドラマ（2000年1月9日 - 2000年11月26日） - 総合

映画
- ハイビジョンシネマ（ - 2000年11月23日、土曜 21:00） - オリジナル

バラエティー・お笑い
- コメディーお江戸でござる（1995年 - 2000年11月24日） - 総合
- シネマ・パラダイス（1997年4月6日 - 2000年11月24日） - BS2、BShiへ移設。
- 金曜オンステージ（2000年4月5日 - 11月22日） - 総合
- テントでセッション（2000年4月10日 - 11月30日、平日 11:00） - オリジナル

歌謡曲
- みんなのうた（ - 2000年11月30日） - 総合・教育
- NHKのど自慢（ - 2000年11月29日） - 総合
- NHK歌謡コンサート（ - 2000年11月29日） - 総合
- ポップジャム（ - 2000年11月29日） - 総合
- ハイビジョン・ジャズ喫茶（ - 1998年3月22日）
- ミュージックジャンプ（1997年4月8日 - 1999年4月3日） - BS2
- BS日本のうた（1998年4月10日 - 2000年11月17日） - BS2
- 小椋佳～歌談の部屋（1998年4月12日 - 2000年3月22日） - オリジナル
- 青春のポップス（1998年4月15日 - 2000年11月18日） - 総合
- セッション505（1999年4月11日 - 2000年11月27日） - FM
- 地球は歌う（1999年7月10日 - 2000年11月25日） - 総合

クラシック
- 名曲の森（1998年4月11日 - 1999年3月13日） - オリジナル
- ハイビジョン音楽館（2000年4月3日 - 11月30日、平日 9:00） - オリジナル

国内ニュース
- 週刊ハイビジョンニュース（1994年11月 - 2000年3月17日） - オリジナル
- ハイビジョンNHK週刊ニュース（2000年4月8日 - 11月25日） - オリジナル
- ハイビジョンニュース（2000年4月5日 - 11月30日、平日 16:00） - 総合

ドキュメンタリー
- ニューヨーカーズ（1998年5月29日 - 2000年11月27日） - BS1

美術
- 世界とてもクラフト（ - 2000年3月26日） - 総合
- 故宮の至宝（1997年10月11日 - 1998年5月10日） - 総合
- 土曜美の朝（1998年4月4日 - 2000年11月25日） - 総合
- やきもの探訪（1998年5月9日 - 2000年11月25日） - BS2
- 国宝探訪（2000年4月1日 - 11月25日） - 教育、BShiへ移設。
- ハイビジョン・ギャラリー アーティストたちの挑戦（2000年4月18日 - 、火曜 23:00） - オリジナル

教養
- 山河憧憬（ - 2000年11月24日） - 総合

自然
- ふるさと自然発見（ - 1998年3月22日） - 総合
- 大自然スペシャル（ - 2000年11月30日、木曜 20:00） - オリジナル
- さわやか自然百景（1998年4月9日 - 2000年11月30日） - 総合

科学情報
- サテライトビュー（2000年4月4日 - 11月30日） - オリジナル、BShiへ移設。

生活科学
- ためしてガッテン（1997年4月13日 - 2000年11月24日） - 総合
- エクササイズタイム（1999年4月5日 - 2000年11月30日） - オリジナル、BShiへ移設。

紀行（国内）
- 小さな旅 - 総合
- ハイビジョン中継・ときめきにっぽん（1997年4月19日 - 1999年3月7日）
- 四国八十八か所（1998年4月4日 - 2000年11月25日） - 総合
- 平成古寺巡礼（1998年4月18日 - 2000年11月26日） - BS2
- とびっきり京都（1998年5月16日 - 2000年11月28日） - BS2
- 街道をゆく（1999年7月5日 - 2000年11月30日） - 教育
- ハイビジョン実況中継・日本の祭（1999年4月14日 - 2000年11月25日） - オリジナル、BShiへ移設。
- 五七五紀行（2000年4月9日 - 11月26日） - 総合
- 奥の細道をゆく（2000年4月8日 - 11月25日） - BS2
- ハイビジョン紀行（水曜・木曜 23:00） - オリジナル

紀行（海外）
- 地球の街角（1996年 - 2000年11月21日） - BS1
- 行ってみよう世界の都市（2000年4月5日 - 11月29日） - BS1

幼児・こども
- おかあさんといっしょ（1995年10月 - 2000年11月30日） - 総合・教育、ファミリーコンサートは1991年11月から開催時に放送。

学校放送・高校講座
- さんすうすいすい - 教育
- トゥトゥアンサンブル（1997年4月9日 - 1999年3月24日） - 教育
- しぜんとあそぼ（1997年4月9日 - 2000年7月28日） - 教育
- さんすうみつけた（1997年4月9日 - 1998年3月18日） - 教育
- ふしぎのたまご（1997年4月9日 - 1999年3月24日） - 教育
- おはなしのくに（1997年4月9日 - 1999年3月24日） - 教育

人形劇
- ひょっこりひょうたん島

アニメーション
- ウルトラマンキッズ 母をたずねて3000万光年 - BS2

趣味
- 趣味の園芸（ - 2000年11月26日） - 教育
- おしゃれ工房（ - 2000年11月30日） - 教育
- 佐々木久行のハイビジョン ゴルフレッスン（1997年4月13日 - 7月15日） - オリジナル

生活情報
- きょうの料理（ - 2000年11月30日） - 総合・教育

語学
- やさしい英会話（1997年4月15日 - 1998年3月24日） - 教育

大型特集番組
- ハイビジョンスペシャル（ - 2000年11月26日、日曜 19:00、月曜・火曜・水曜 21:00）

広報
- ハイビジョンフラッシュ（1996年 - 2000年11月30日） - オリジナル

その他
- ハイビジョンでこんにちは（1996年4月1日 - 1999年3月19日） - オリジナル
- さわやかウインドー（1997年10月6日 - 2000年11月30日、平日 7:30） - オリジナル
- おはよう地球（1997年10月6日 - 2000年11月30日、平日 7:00） - オリジナル
- ハイビジョン音紀行（日曜 18:00） - オリジナル
- ハイビジョンときめきワイド（1999年4月5日 - 2000年3月17日）
- この素晴らしきモノたち（1999年4月11日 - 2000年11月26日、月曜 23:00） - オリジナル
- 思い出のメロディー（ - 2000年8月26日） - 総合
- NHK紅白歌合戦（ - 1999年12月31日） - 総合
- ゆく年くる年（ - 1999年12月31日） - 総合

### 民放各局制作番組
日本テレビ
- 劇空間プロ野球[10]

テレビ朝日
- DO YOU さんでー

TBS
- TBS☆High 6 to 9（金曜 18:00 - 21:00。後期は19時からに短縮し「TBS☆High 7 to 9」と改題。また13:00 - 15:00の「TBS☆High 1 to 3」も存在）
  - 国立名人会
- 『3年B組金八先生』など一部ドラマ作品（地上波アナログ放送ではサイドカット、後年のデジタル放送やBS-TBS・TBSチャンネルの再放送は本試験放送と同じ映像で放送）

テレビ東京
- 日本歌手協会歌謡祭
- 12時間超ワイドドラマ分割版

フジテレビ
- KARAOKE富士の湯
- SWITCH MUSIC（地上波でも放送）
- ハイビジョン競馬（BSデジタル開局後は『競馬大王』に発展的解消）
- タカラヅカ花の指定席（関西テレビ制作）

朝日放送
- 全国高校野球選手権大会中継（現在はBS朝日で放送）

毎日放送
- 選抜高等学校野球大会（NHK・TBSと共同制作）

中国放送
- ひろしまフラワーフェスティバル・花のパレード（WOWOWと共同制作）

など